# Yllenus albocinctus
Yllenus albocinctus är en spindelart som först beskrevs av Kroneberg 1875.  Yllenus albocinctus ingår i släktet Yllenus och familjen hoppspindlar. Inga underarter finns listade i Catalogue of Life.